# ديمتريوس أوليفر
ديمتريوس أوليفر (بالإنجليزية: Demetrius Oliver) هو فنان ومصور أمريكي، ولد في 1975 في بروكلين في الولايات المتحدة.